# فرانك سيليبريز
فرانك سيليبريز هو محامي وقاضي وسياسي أمريكي، ولد في 13 نوفمبر 1928، وتوفي في 21 مارس 2010. انتخب عضو مجلس ولاية أوهايو ‏.